# Kremlin de Moscou
Pour les articles homonymes, voir Kremlin (homonymie).
Le kremlin de Moscou (russe : Московский Кремль, Moskovskiy Kremlʹ), souvent appelé simplement le Kremlin, est un ensemble architectural complexe situé au sein d’une forteresse du centre de Moscou, la capitale de la Russie. De nombreuses parties de cet ensemble sont dues à des architectes que le tsar fit venir d’Italie au début de la Renaissance.
Après avoir été la résidence officielle des tsars, puis des dirigeants de l'Union soviétique au XXe siècle, il devient le centre politique de la fédération de Russie, puisqu'il est aujourd'hui la résidence officielle et le lieu de travail du président de la fédération de Russie. Par métonymie, l'expression « le Kremlin » désigne souvent, dans la presse et les médias, le pouvoir russe ou, précédemment, le pouvoir soviétique.
Cet ensemble prestigieux est le plus célèbre kremlin, mot adapté du russe « Кремль » désignant une forteresse urbaine. La forme du kremlin de Moscou est à peu près triangulaire. Dominant la place Rouge et la Moskova, il rassemble à l’intérieur de son enceinte des palais et cathédrales dont la caractéristique place des Cathédrales et le grand palais du Kremlin.

## Histoire

### De ses origines à sa destruction (1446)

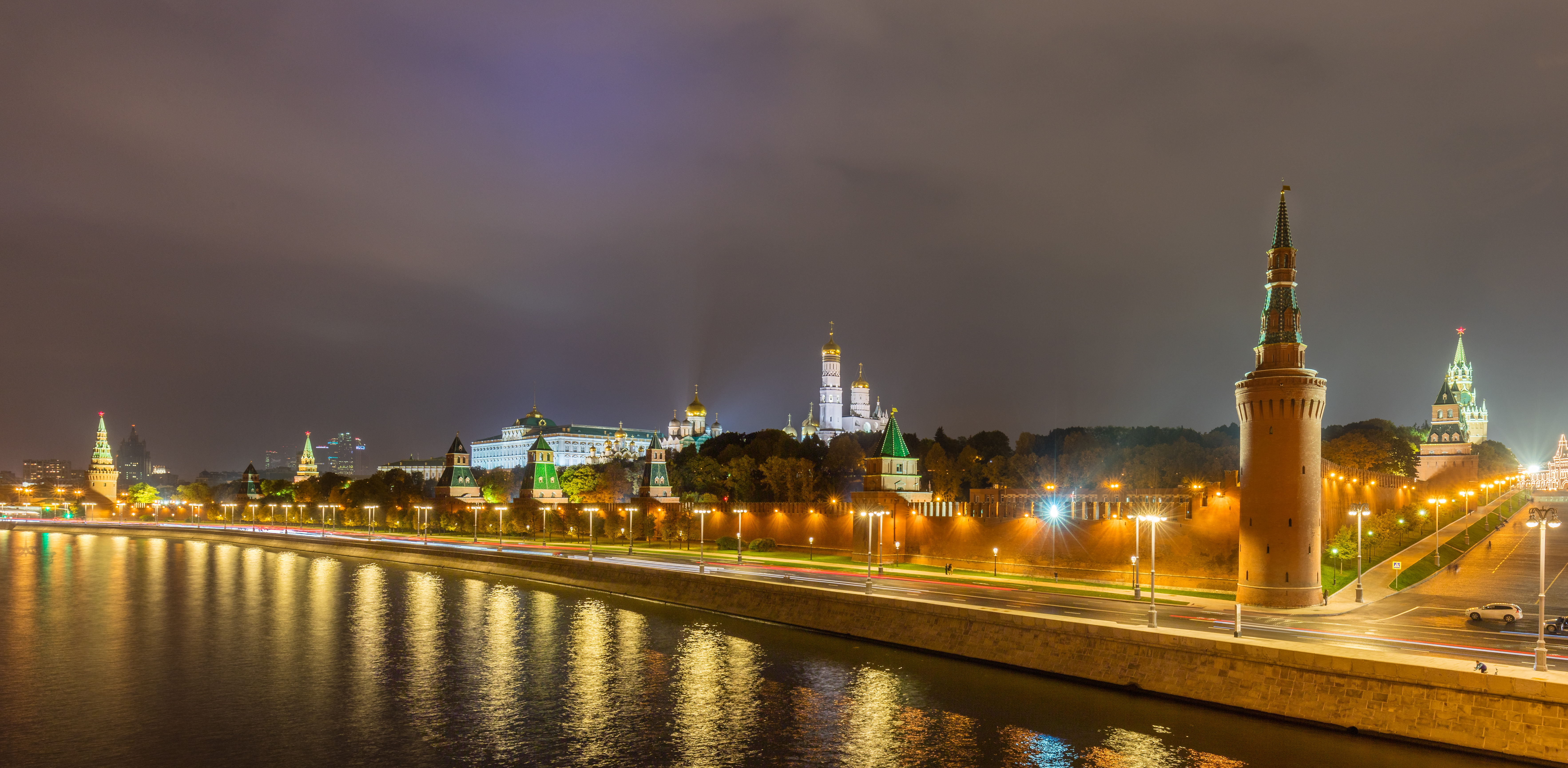
Le kremlin de Moscou, octobre 2016.

Comme l'ont montré des recherches archéologiques, les premiers établissements humains de Moscou, remontant à la Préhistoire, furent fondés sur une éminence dominant la rivière Neglinnaïa à l’endroit où celle-ci rejoint la Moskova, et que l’on nomme colline Borovitskaïa. On n'y a pas trouvé, cependant, de traces de fortifications antérieures au XIe siècle ; la cité naissante fut agrandie sous le prince Iouri Dolgorouki, grand-duc de Kiev, au XIIe siècle. La forteresse, constituée d'un talus de terre de huit mètres de haut surmonté d'une palissade de trois mètres est signalée comme kremlin pour la première fois en 1331, lorsque le prince Ivan Kalita (1325-1340) la fait donc entourer d'une enceinte de pieux de chêne.

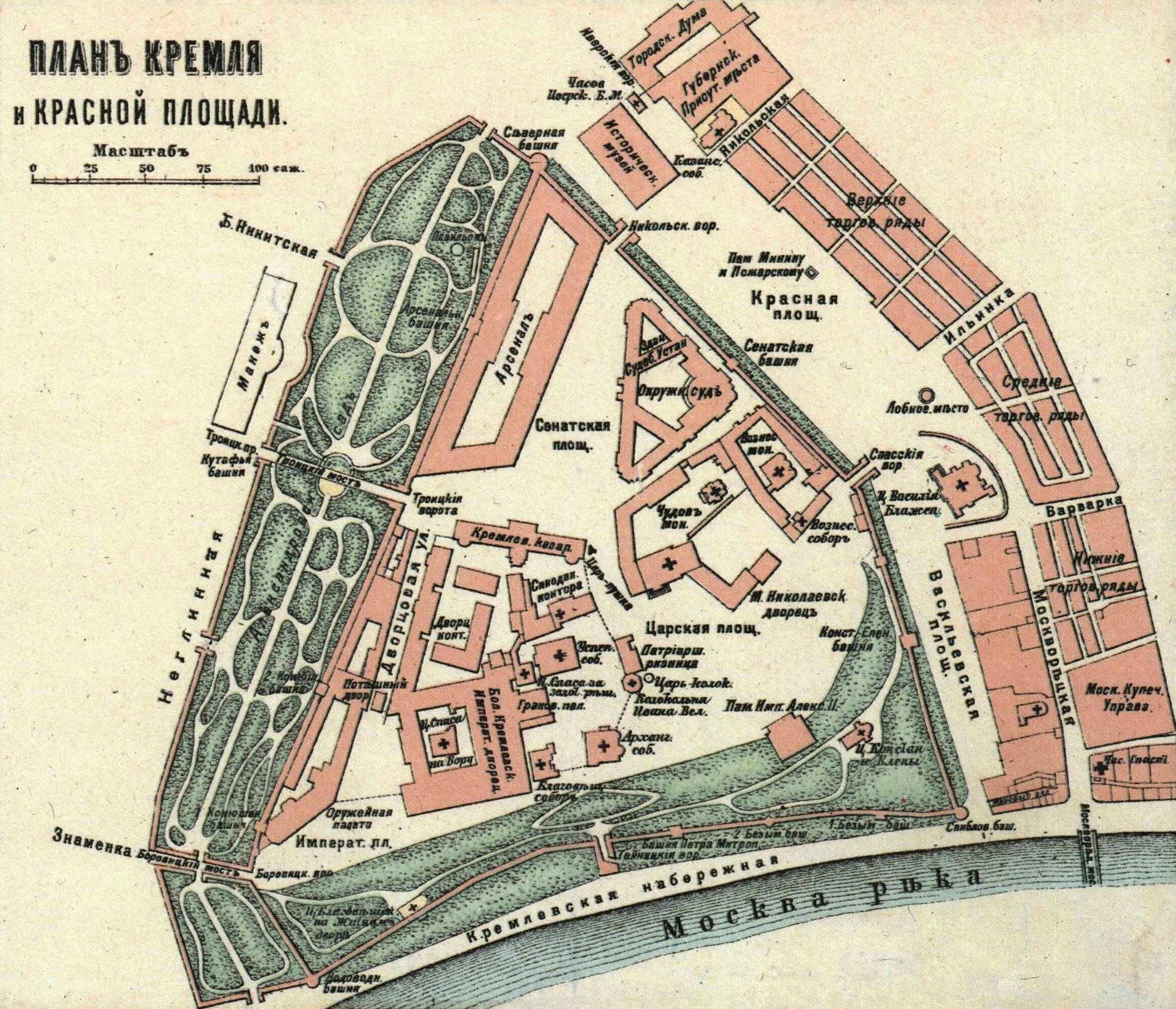
Plan du Kremlin au début du XXe siècle.

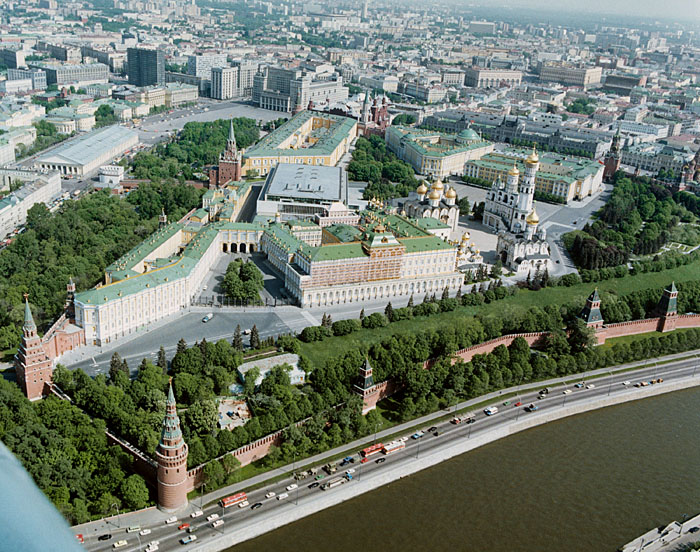
Vue aérienne du Kremlin avant 2016.

Après plusieurs sièges et destructions, une nouvelle palissade fut construite de 1339 à 1340 et incendiée en 1365. Entre 1366 et 1368, sous le règne de Dimitri Donskoï on construisit une forteresse en pierre blanche, ce qui permit de repousser, en 1368 et 1370, les attaques des princes Michel de Tver et Olgierd grand-duc de Lituanie. La forteresse comportait cinq portes monumentales, trois d'entre elles étant situées sur le côté nord-est (vers l'actuelle place Rouge). Les murailles reprirent le plan de l'ancienne forteresse en bois.
Le Kremlin bénéficie dès lors de la réputation d'une citadelle imprenable mais, en 1382, le khan Tokhtamych parvient à s'en emparer et massacre tous les assiégés. Des incendies dévastateurs, puis un tremblement de terre survenu en 1446, ruinèrent de nouveau la citadelle, que l'on décida de reconstruire en brique. La reconstruction s'effectua de 1485 à 1495 sous la direction d'architectes italiens.

### Reconstruction Italienne (1475-1610)
Pour mener à bien ce projet de reconstruction, Aristotile Fioravanti, qui est déjà un ingénieur reconnu d'une soixantaine d'années, est payé dix roubles par mois, ce qui en fait certainement le salaire le plus élevé de Moscou à cette date. Arrivé à Moscou en 1475, il conçoit un four à briques, pour installer une briqueterie de style italien, puis reconstruit la cathédrale de la Dormition. Le chantier dure deux ans, puis la décoration deux années supplémentaires. Après cette reconstruction, selon les sources, il est soit jeté en prison lorsqu'il demande à retourner en Italie, soit il conserve son rôle de conseiller auprès d’Ivan III, notamment en établissant une fabrique d'armes à feux puis en commandant une unité d'artillerie.
En 1485, Anton Friazine construit la première tour en briques, la tour Taïnitskaïa, puis en 1488, la tour d'angle Vodovzvodnaïa. En 1487 est également construite la tour Beklemichevskaïa.
De 1490 à 1493, l'ingénieur milanais Pietro Antonio Solari, surnommé Pyotr Friazine, est l'architecte principal du palais à Facettes. Avec son compatriote Marco Ruffo dit également Marco Friazine, présent à Moscou de 1491 à 1495, ils initient de nombreux chantiers sur le Kremlin, notamment la muraille et les autres tours
.
Ils aménagent, pour protéger la muraille, deux fossés remplis d'eau et un abrupt. Le territoire du Kremlin présentait ainsi, au début du XVIe siècle, l'aspect d'une île protégée par les eaux de la Neglinnaïa et de la Moskova, réunies par un fossé d'une profondeur de treize mètres. La muraille du Kremlin dessine alors un espace triangulaire d'environ vingt-huit hectares. La longueur du rempart est de 2,235 km et son épaisseur varie de 3,5 à 6,5 m. Les murs sont couronnés par plus d'un millier de merlons. La hauteur du rempart jusqu'aux merlons varie de cinq à dix-neuf mètres, selon la configuration du sol.

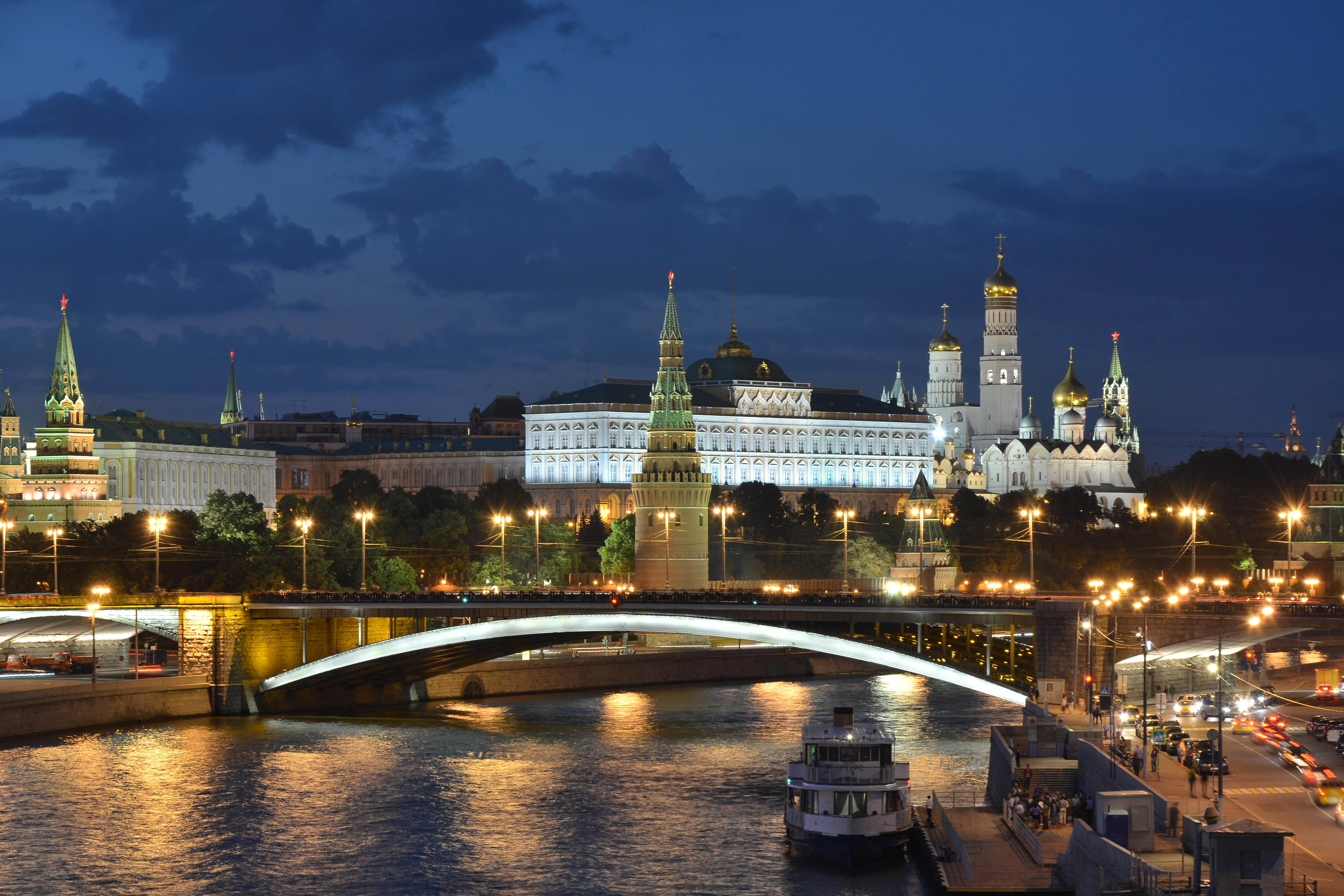
Le Kremlin et le Grand Pont de pierre vus de nuit.

Vers 1500, les murailles et les tours du côté nord-est sont terminées. Ces murs suivent à nouveau de manière approchée la forme de l'ancien kremlin en pierres, mais en retrait entre les tours, de manière à améliorer la défense. Les tours elles-mêmes sont construites à distance respective étudiée avec soin. De 1508 à 1516, on creuse des douves larges de trente mètres et profondes de treize mètres, remplies d'eau en utilisant la rivière Neglinnaïa. Des ponts-levis donnent accès aux portes monumentales, protégées par des redoutes.
Après la bataille de Klouchino opposant les troupes de la république des Deux Nations à celles du tsarat de Russie dans le cadre de la guerre polono-russe (1605-1618), durant les temps des Troubles, le 9 octobre 1610 le hetman Stanisław Żółkiewski entre à Moscou. Pendant plus de deux ans, jusqu'au 7 novembre 1612, le Kremlin est occupé par les troupes polonaises sous le commandement d'Aleksander Korwin Gosiewski (en) et Mikołaj Struś (en).
Le couronnement spectaculaire des tours telles que nous les voyons aujourd'hui date du XVIIe siècle, à une époque où le Kremlin abandonna son rôle de forteresse pour devenir une résidence d'apparat.

### Résidence d'apparat
Au cours des siècles, le Kremlin a donc subi de nombreuses destructions : il fut attaqué en 1571 par les Tatars de Crimée, en 1610 — pendant le temps des Troubles — par les Polonais, en 1812 par les Français. Ces dégâts furent toujours suivis d'une restauration. Le palais patriarcal édifié en 1656, à l'époque du patriarche Nikon, accueille aujourd'hui un musée consacré à la vie quotidienne dans la Russie d'Ancien Régime. L'Arsenal fut construit sur ordre de Pierre le Grand entre 1702 et 1736, à l'emplacement d'un bâtiment qui avait brûlé en 1701. Des transformations importantes sont apportées pendant la première moitié du XIXe siècle, notamment les douves qui furent comblées. De cette époque date l'aspect extérieur actuel. À l'intérieur se trouvent des bâtiments civils et religieux témoignant de son histoire du XIIe jusqu'au XXe siècle. Les Soviétiques, notamment, en ont démoli une partie et ont édifié des bâtiments modernes, en particulier un imposant palais des congrès construit en 1961.
En 2016, la démolition sur l'ordre de Vladimir Poutine du bâtiment 14, qui avait abrité le secrétariat du Soviet suprême de l'Union soviétique et qui avait été érigé sur les emplacements du couvent de l'Ascension et du monastère Tchoudov, a donné aux archéologues l'occasion de procéder à des fouilles mettant au jour de nombreux vestiges remontant jusqu'au XIIe siècle. Il est prévu la création d'un musée d'archéologie sur le site des fouilles.

## Bâtiments et curiosités

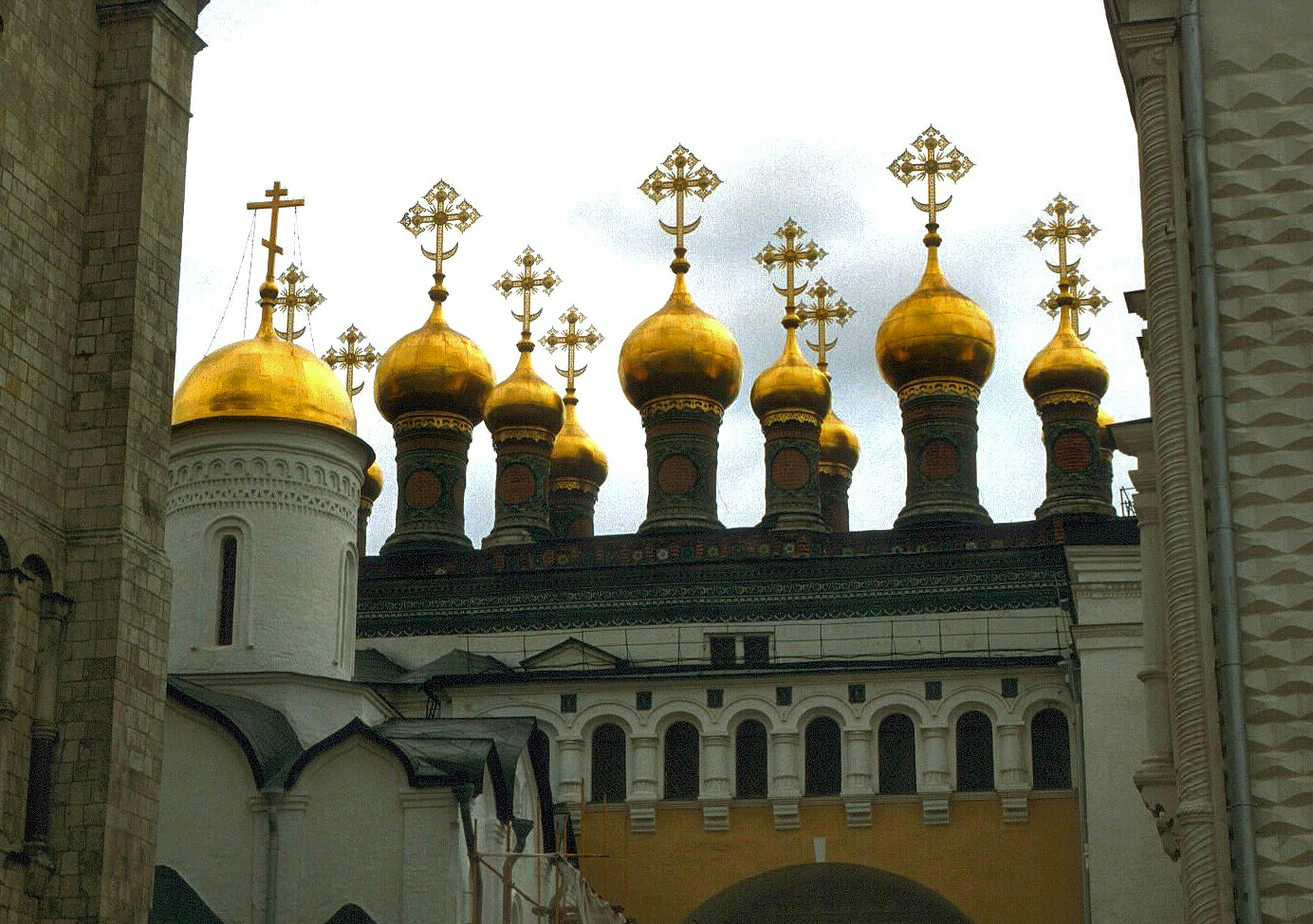
L'église de la Déposition-de-la-robe-de-la-Vierge et les églises des Térems.

Les bâtiments du Kremlin incluent, autour de la place des Cathédrales :
- la cathédrale de l'Archange-Saint-Michel ;
- la cathédrale de l'Annonciation ;
- le palais à Facettes ;
- le palais des Térems (actuelle résidence privée du président de la fédération de Russie) ;
- l'église de la Déposition-de-la-robe-de-la-Vierge ;
- la cathédrale Verkhospasskaïa ;
- la cathédrale de la Dormition de Moscou ;
- le palais du Patriarche ;
- l'église des Douze Apôtres ;
- le clocher d'Ivan le Grand.

Les autres bâtiments sont :
- le grand palais du Kremlin (lieu des cérémonies officielles et palais de l'investiture du président russe) ;
- le palais des Armures ;
- le palais des Menus Plaisirs ;
- le palais doré de la Tsarine ;
- l'arsenal du Kremlin ;
- le palais d'État du Kremlin, ancien palais des congrès du Kremlin ;
- le palais du Sénat (bureau du président russe et siège des services de la présidence).

Les monuments ou bâtiments ayant été détruits au fil des siècles sont :
- le monument à la mémoire du grand-duc Serge Alexandrovitch ;
- le monument d'Alexandre II au Kremlin ;
- l'église Saints-Constantin-et-Hélène (XIVe siècle) ;
- le monastère Tchoudov (XIVe siècle) ;
- le couvent de l’Ascension (XIVe siècle) ;
- la cathédrale du Sauveur-dans-la-Forêt (XIVe siècle) ;
- les chapelles attenantes aux tours de l'enceinte.

## Les tours
Le Kremlin est flanqué de dix-neuf tours. La vingtième, la tour Koutafia, ne fait pas partie de l'enceinte du Kremlin.
Toutes les tours du Kremlin sont différentes et irrégulièrement disposées le long de l'enceinte. Certaines sont rondes, d'autres quadrangulaires ou polygonales. Cinq d'entre elles possèdent une porte monumentale permettant l'accès à l'intérieur de l'enceinte. Elles sont construites en brique ; la partie inférieure est d'un aspect dépouillé conforme à leur fonction défensive, alors que la partie supérieure de certaines d'entre elles a une fonction décorative soulignée par les motifs de pierre blanche.
Les cinq plus hautes tours étaient autrefois ornées d'une aigle bicéphale : Vodovzvodnaïa, Borovitskaïa, Troïtskaïa, Nikolskaïa et Spasskaïa. En 1935, les aigles bicéphales impériales furent enlevées et remplacées deux ans plus tard par des étoiles en verre rouge pesant chacune entre une tonne et une tonne et demie.
On trouve, dans le sens des aiguilles d'une montre en partant de l’angle sud-ouest (le long de la Moskova) :

### Vodovzvodnaïa

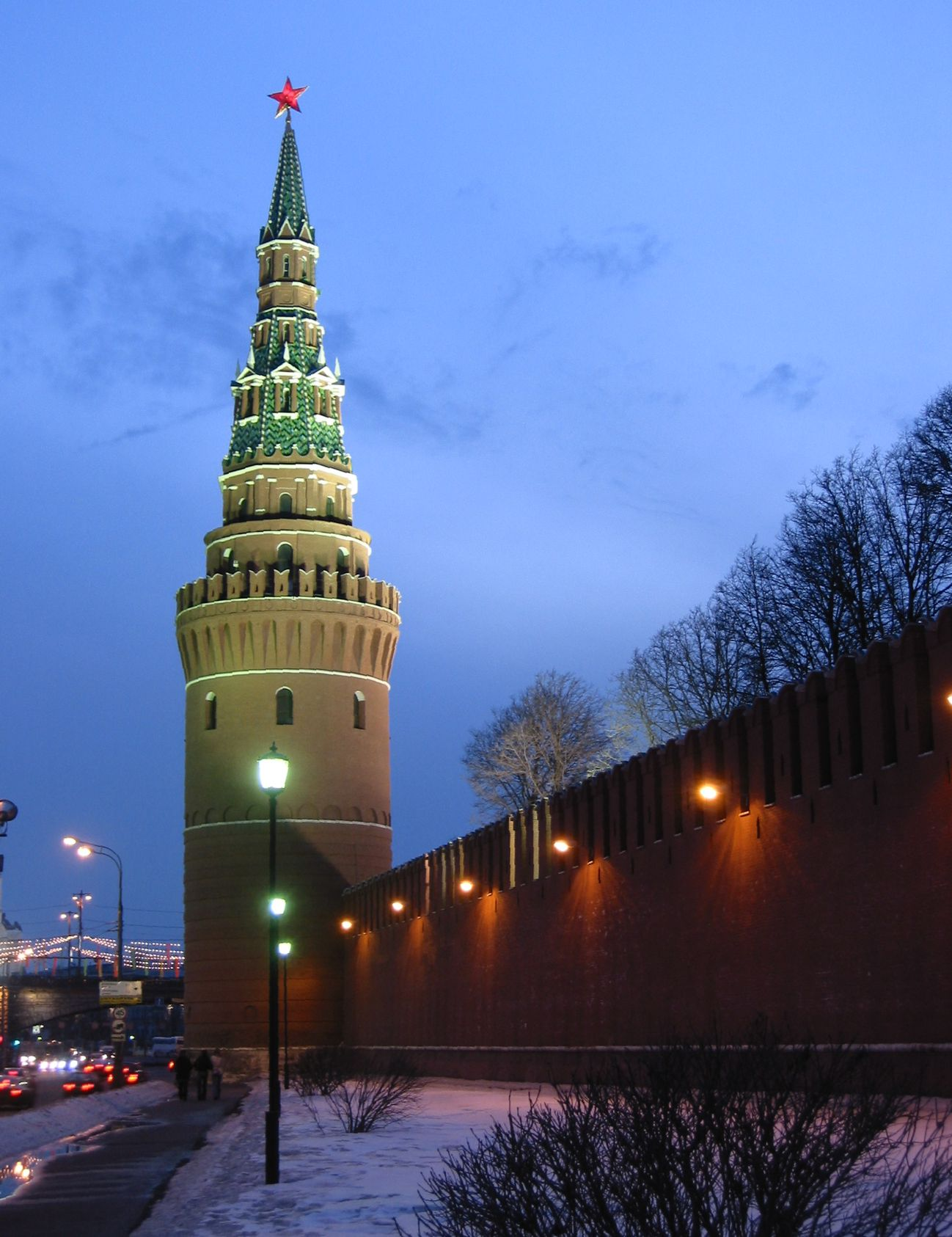
La tour Vodovzvodnaïa.

Appelée aussi la tour de l'Eau, la tour reconstituée Vodovzvodnaïa (Водовзводная башня) est une tour d'angle au sud-ouest du Kremlin ; elle domine la berge donnant sur la Moskova. Elle fut édifiée en 1488 par l'architecte italien Antonio Gilardi (pour les Russes : Anton Friazine, Antoine l'Italien). Au début on l'a appelée la tour Sviblov (Свиблова башня), du nom d'une famille de boyards qui avait sa maison, à l'intérieur de l'enceinte, près de la tour. Elle fut ensuite renommée, en 1633, après qu'on y eut installé une machine à pomper l'eau (Vodovzvodnaïa peut se traduire par « de la pompe à eau »). En 1805, elle fut détruite parce qu'elle menaçait de tomber en ruines, et reconstruite. Minée par les français en 1812, elle fut restaurée en 1817-1819 par l'architecte Joseph Beauvais. Sa hauteur est de 61,85 mètres.
Le pouvoir soviétique fit installer une étoile rouge, symbole du communisme, à son sommet. Depuis la fin de l'URSS, les étoiles rouges des différentes tours n'ont pas été déposées.

### Borovitskaïa
La tour Borovitskaïa (Боровицкая башня) est une tour comportant l'une des entrées vers le Kremlin. Elle tient son nom de la colline Borovitski, l'une des sept collines de Moscou. Elle fut édifiée en 1490, sur ordre de Vassili III à la place d'un ancien portail par l'architecte italien Pietro Antonio Solari — que les Russes appelaient Piotr Friazine, ou Pierre l'Italien (friaz or friag signifiait alors « italien »). Le tsar Alexis Ier, en 1658, lui donna le nom de Predtetchenskaïa (tour du précurseur ; предтеча en russe) d'après l'église Saint-Jean-Baptiste, qui en était proche, mais qui fut détruite pour la construction du palais des Armures. Cependant, ce nom ne fut guère utilisé. En 1812, elle fut endommagée par les troupes françaises qui allaient quitter Moscou et battre en retraite. Elle fut ensuite reconstruite en 1817-1819 par l'architecte Joseph Beauvais. En 1935, Staline fit installer une étoile rouge à son sommet. Avec cette étoile, sa hauteur est de 54,05 m.

### Oroujeïnaïa

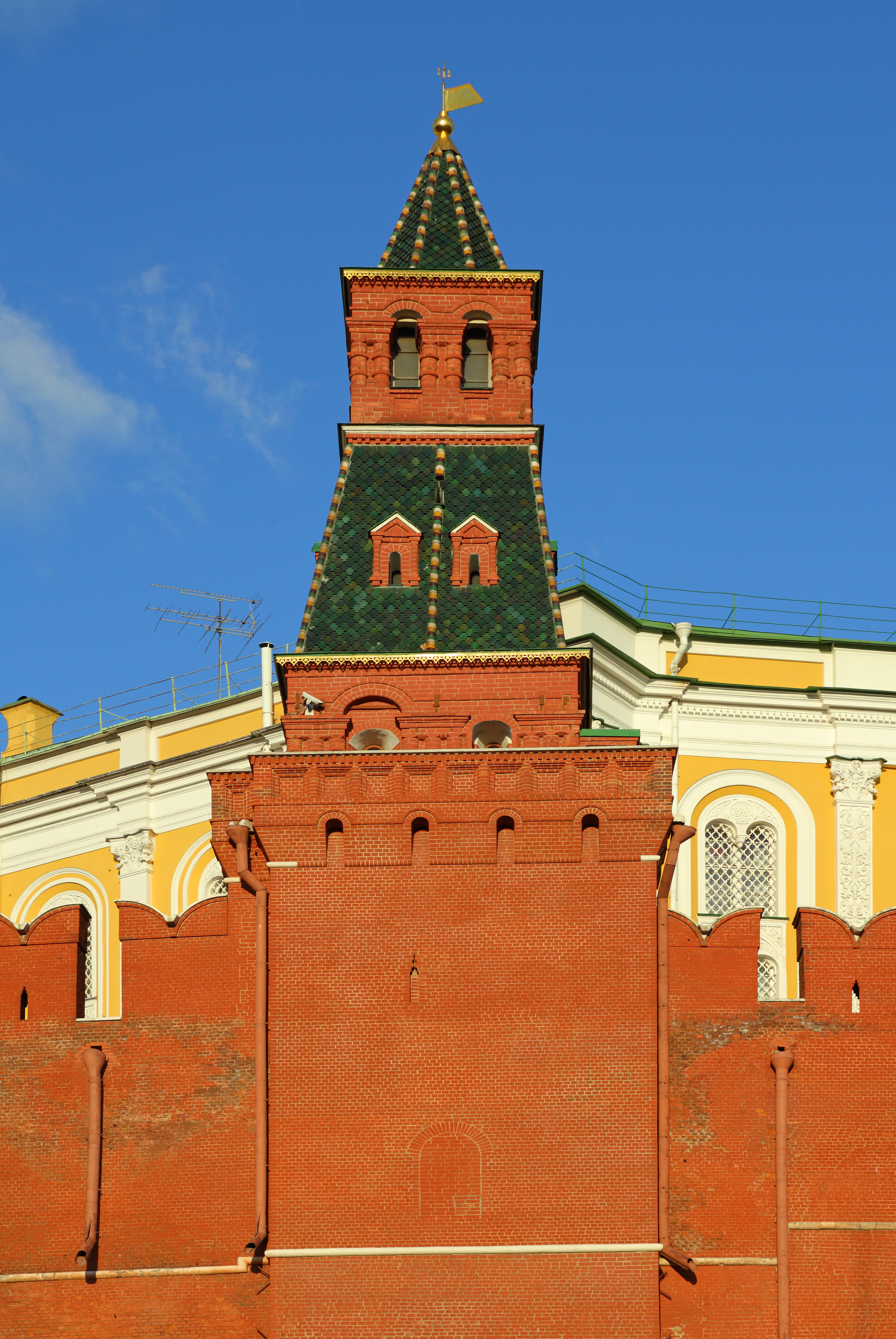
La tour des Armures (Оружейная).

Appelée aussi la tour des Armures, la tour Oroujeïnaïa (Оружейная башня) fut construite en 1495. Elle reçut ce nom au XIXe siècle après la construction du palais des Armures. Auparavant, on la désignait par tour Koniouchennaïa (Конюшенная башня), eu égard aux écuries royales qui étaient derrière elle.

### Komendantskaïa
Appelée aussi la tour du Commandant, la tour Komendantskaïa (Комендантская башня) fut construite en 1495. Elle était jadis appelée Kolymajnaïa (Колымажная башня), du nom du terrain du Kremlin où étaient parqués les chevaux et garées les voitures. On lui donna son nom actuel lorsque, au XIXe siècle, le commandant militaire de Moscou installa sa résidence dans le palais des Menus Plaisirs. Comme les autres tours du Kremlin, elle fut surmontée d'un guet et d'un toit en forme de tente en 1676-1686. Sa hauteur mesurée depuis le jardin Alexandre est de 41,25 m.

### Troïtskaïa

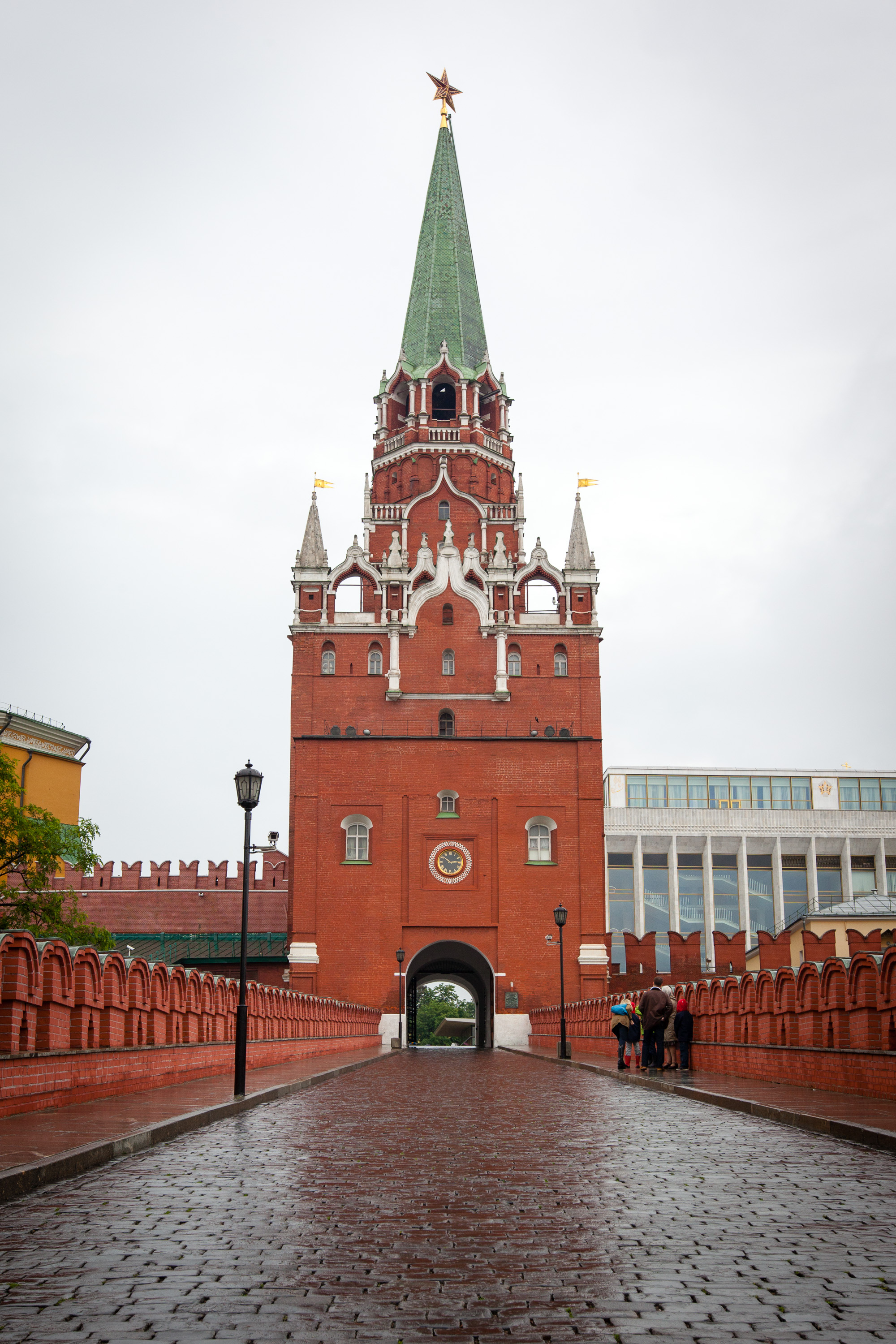
La tour Troïtskaïa.

Appelée aussi la tour de la Trinité, la tour Troïtskaïa (Троицкая башня) commande une entrée du Kremlin au milieu de son mur nord-ouest ; elle domine le jardin Alexandre. Elle fut construite en 1495-1499 par l'architecte italien Aloisio da Milano (pour les Russes : Aleviz Friazine Milanets, c'est-à-dire Aloïs l'Italien de Milan). Cette tour a eu plusieurs autres noms : Rizopolojenskaïa, Znamenskaïa et Karetnaïa. Son nom actuel date de 1658, elle le tient du relais de poste de la Trinité (Троицкое подворье).
La base de la tour, comprenant deux étages, abritait une prison aux XVIe et XVIIe siècles. Le pont de la Trinité, dont l'entrée est commandée par la tour Koutafia, mène à l'entrée de la tour Troïtskaïa. Celle-ci possédait une horloge entre 1585 et 1812. En 1707, devant le danger d'une invasion suédoise, les meurtrières de la tour furent élargies pour s'adapter au fût des canons de gros calibre. Le pouvoir soviétique fit installer une étoile rouge, symbole du communisme, à son sommet.

#### Koutafia

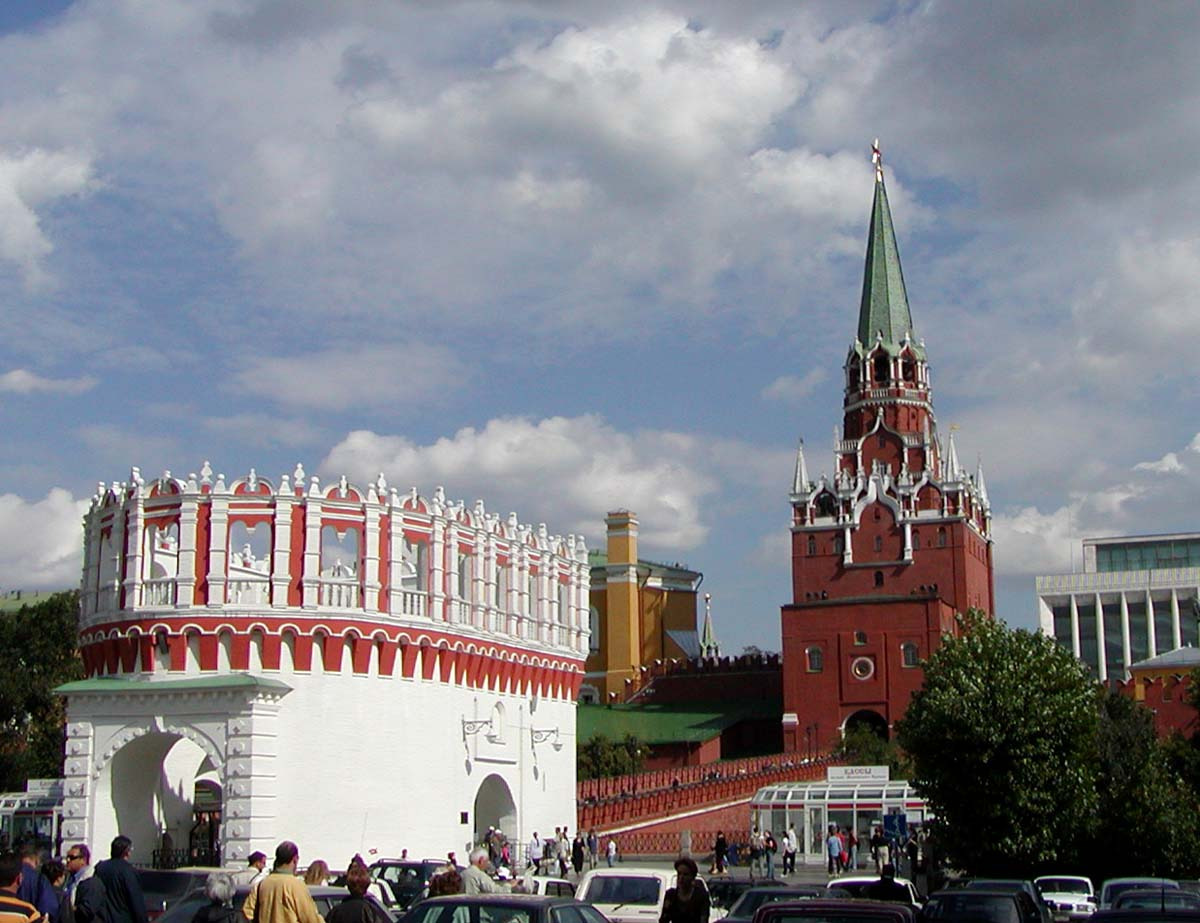
Les tours Koutafia et Troïtskaïa.

La tour Koutafia (Кутафья башня) ne fait pas partie de l'enceinte du Kremlin. C'est pourquoi elle est considérée comme la vingtième tour. Celle-ci est reliée par un pont à la tour Troïtskaïa. Sous ce pont coulait autrefois la rivière Neglinnaïa, rivière qui formait une douve sur le flanc ouest du Kremlin. La tour Koutafia devenait ainsi le seul accès à l'entrée de la tour Troïtskaïa.
Construite en 1516 sous la direction de l'architecte milanais Aloisio da Milano, pour protéger le pont sur la rivière Neglinnaya qui mène à la tour Troïtskaïa, la tour était initialement entourée par un fossé et était le seul accès à la ville grâce à son pont-levis. La tour avait deux niveaux, la partie supérieure étant munie de meurtrières et mâchicoulis.
Marquant aujourd'hui l'entrée publique principale au Kremlin, la tour Kutafya a été modifiée à plusieurs reprises à travers les siècles :
- aux XVIe et XVIIe siècles, un système de digues a été construit pour élever le niveau de la rivière Neglinnaya et créer un fossé autour de la tour, ce qui faisait de son pont-levis le seul point d'entrée au Kremlin par la ville ;
- en 1668, un pont reliant Koutafïa à Troitskaya a été construit ;
- une couronne d'ornement délicat dans le style baroque moscovite a été construit en 1685 ;
- la séparation entre les deux niveaux a été détruite en 1780 ;
- en 1867, un passage traversant la rue du Manège a été construit ainsi que les arcades sur les côtés et une maison de garde côté sud ;
- la maison de garde a été démantelée au cours des travaux de restauration menés en 1974-1977.

La tour mesure actuellement 13,5 m de haut; elle en faisait dix-huit lorsque la partie inférieure de la tour n'était pas couverte.

### Sredniaïa arsenalnaïa

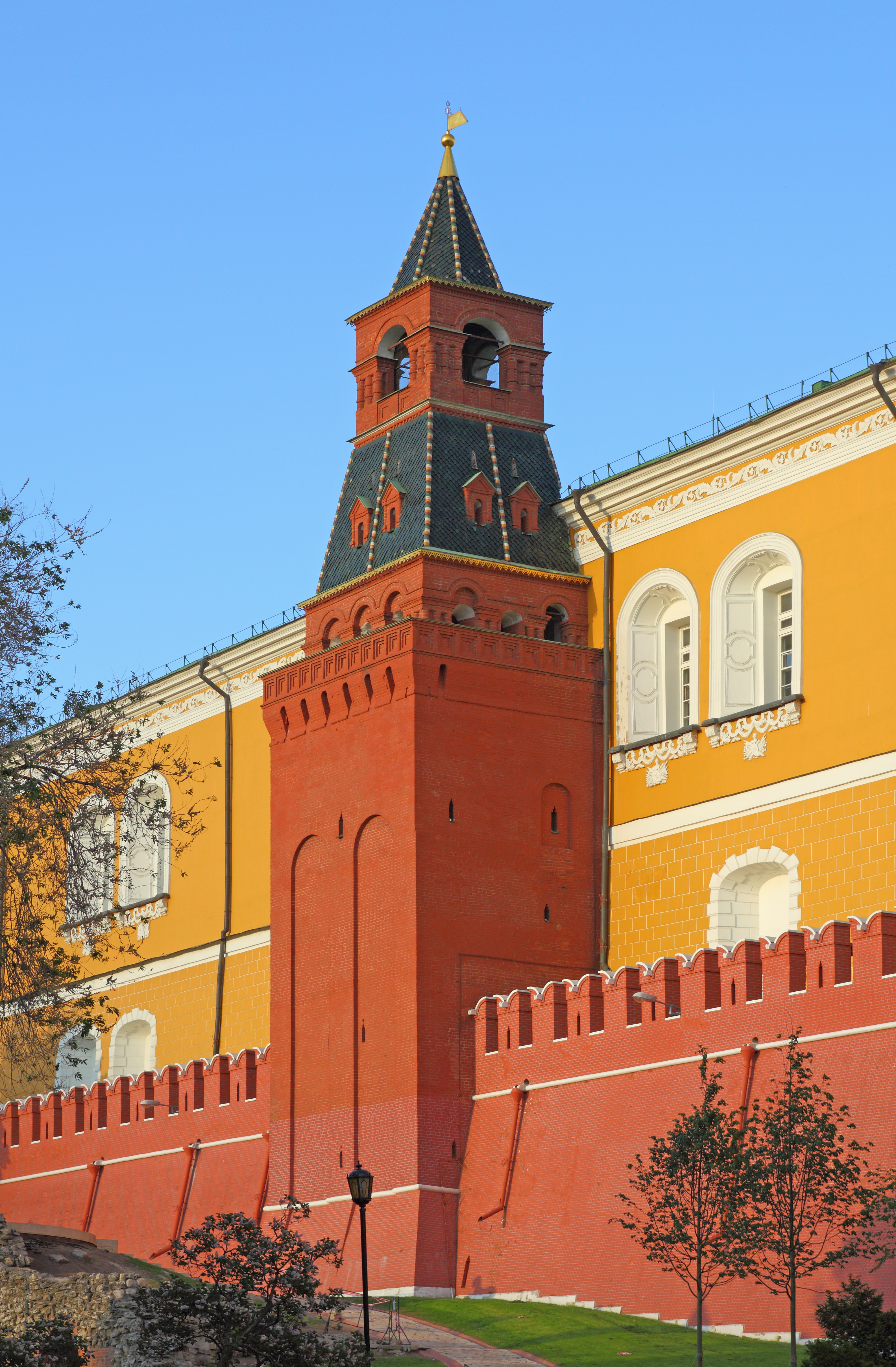
La tour médiane de l'Arsenal.

Appelée aussi la tour médiane de l'Arsenal, la tour Sredniaïa Arsenalnaïa (Средняя Арсенальная башня) a été bâtie en 1495 à l'emplacement d'une ancienne tour d'angle datant du règne du grand-duc Dimitri Donskoï. Son nom actuel date de la construction de l'Arsenal, au milieu du XVIIIe siècle. Son nom original était la tour à Facettes (Гранёная), en raison de la forme de sa façade. En 1680, une terrasse d'observation surmontée d'un petit toit en pyramide lui a été ajoutée. En 1821, au moment où le jardin Alexandre a été organisé à l'emplacement où la rivière Neglinnaïa longeait le mur du Kremlin, une grotte a été construite au pied de la tour d'après un projet de Joseph Beauvais.

### Ouglovaïa arsenalnaïa

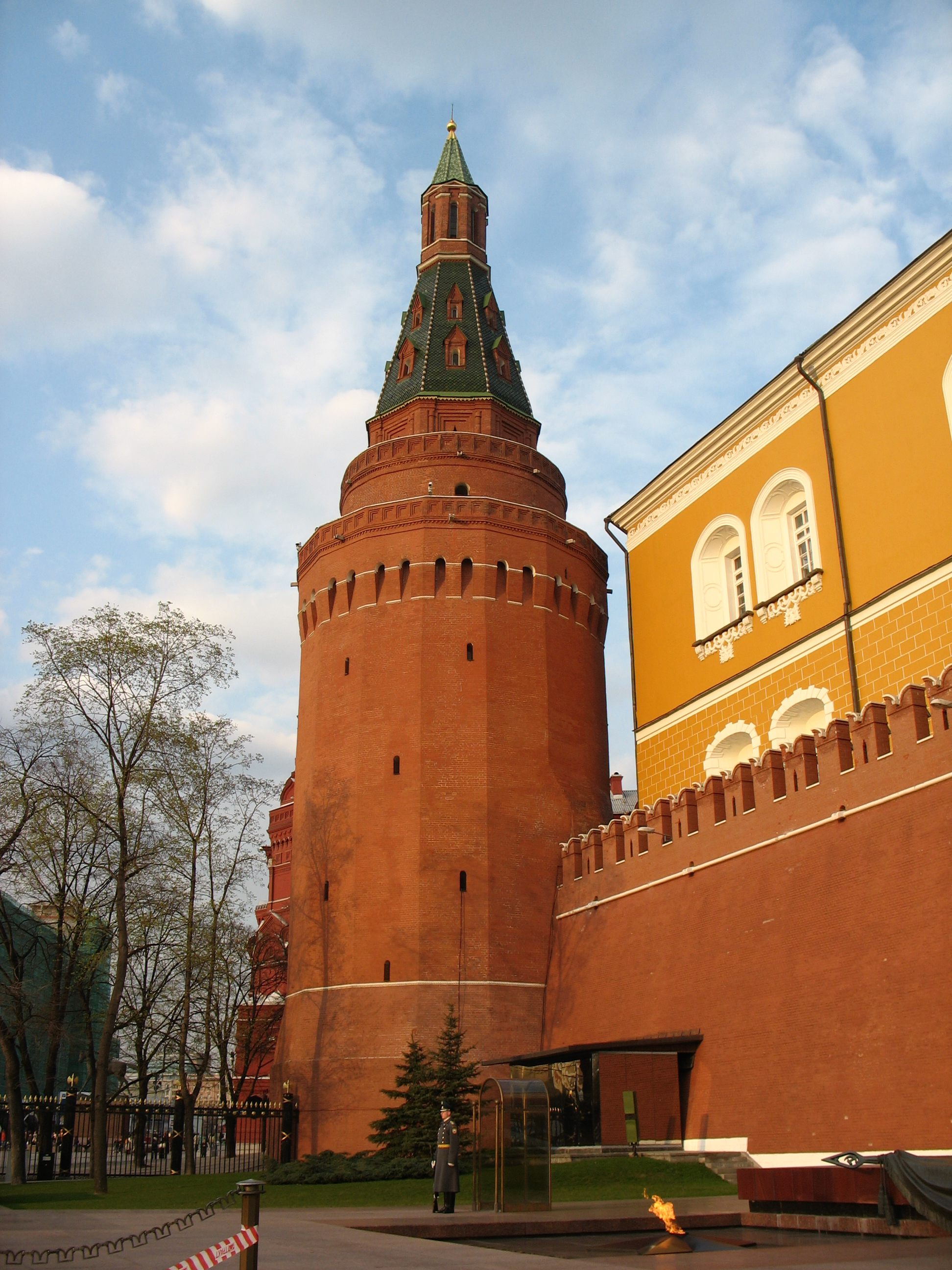
La tour d'angle de l'Arsenal.

Appelée aussi la tour d'angle de l'Arsenal, la tour Ouglovaïa Arsenalnaïa (Угловая Арсенальая башня) fut construite en 1492 par l'architecte italien Pietro Antonio Solari. Elle terminait la ligne de défense du Kremlin du côté de la place Rouge. Elle porta le nom de « tour Sobakine » du nom d'un boyard dont la maison était adjacente puis « tour du Nord » (Северная башня) et reçut son nom actuel après la construction de l'arsenal. Elle possède encore un puits secret.
En 1707, du fait d'une menace d'invasion par les Suédois, les meurtrières ménagées dans les murs de la tour furent élargies pour s'adapter au fût de canons de fort calibre. En 1812, elle fut endommagée par l'explosion de mines disposées par l'armée française en retraite. Elle fut ensuite restaurée de 1816 à 1819 par l'architecte Joseph Beauvais. Elle mesure aujourd'hui plus de soixante mètres de haut.

### Nikolskaïa

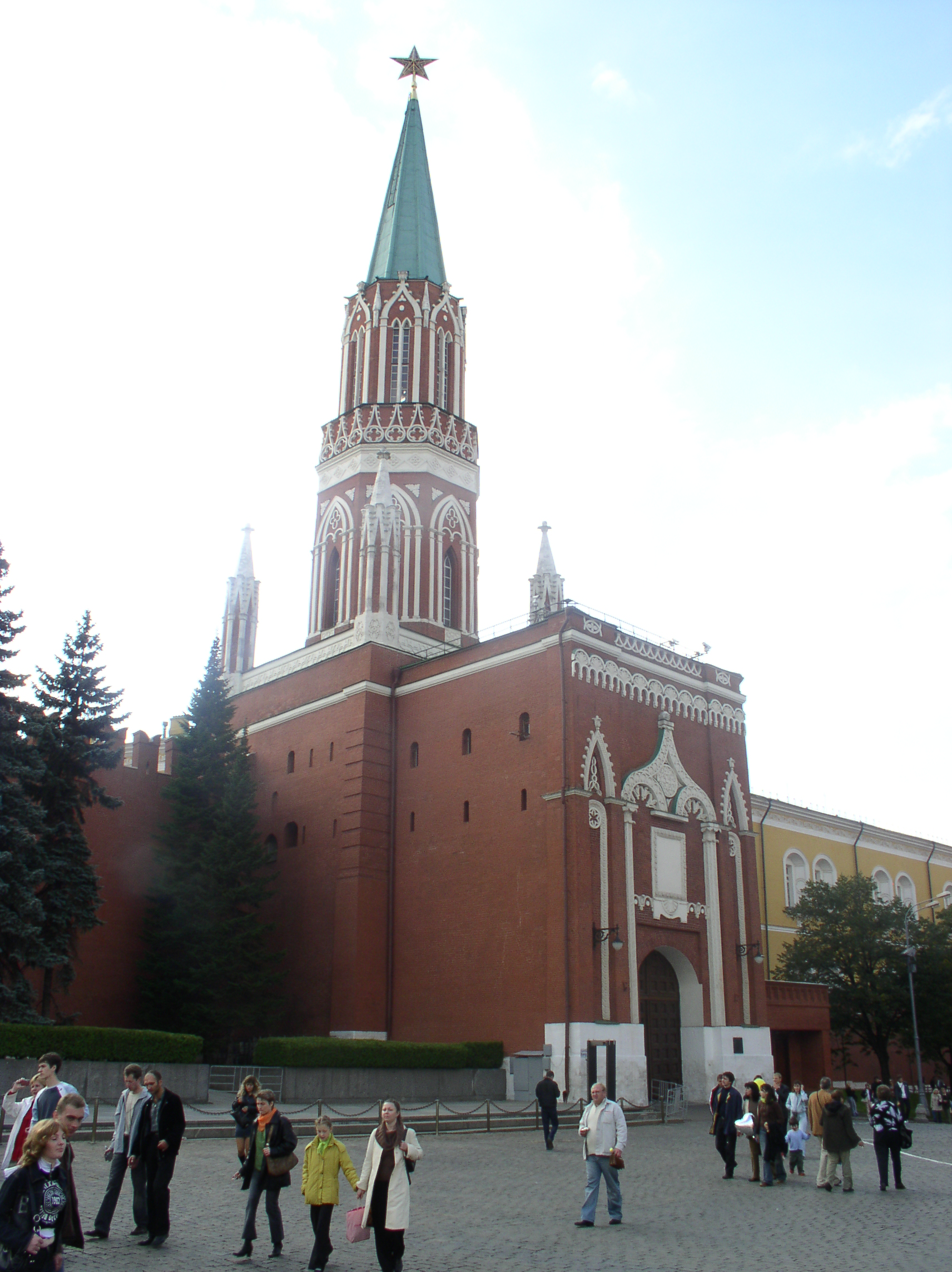
La tour Nikolskaïa.

Appelée aussi la tour Saint-Nicolas, la tour Nikolskaïa (Никольская башня) comporte un des points d'entrée du Kremlin à partir de la place Rouge, qu'elle domine à l'une de ses extrémités ; elle est située à proximité du Musée historique, au début de la rue Nikolskaïa. Elle a été construite en 1491 par l'architecte italien Pietro Antonio Solari. Il s'agit de la tour par laquelle Minine et Pojarski pénétrèrent dans le Kremlin.
La tour Nikolskaïa tient son nom du monastère grec dit Nikolaïevski (ou Saint-Nicolas) maintenant disparu. En 1806, elle fut reconstruite dans un style néogothique par l'architecte Carlo Rossi. En 1812, sa partie supérieure fut détruite par les Français. Elle fut restaurée en 1816 par l'architecte Joseph Beauvais. Elle fut à nouveau sévèrement endommagée par un tir d'artillerie en 1917 et une fois de plus restaurée par Nikolaï Markovnikov (ru). En 1935, les autorités soviétiques la firent surmonter d'une étoile rouge, symbole de communisme. Sa hauteur totale actuelle est de 70,4 m.

### Senatskaïa

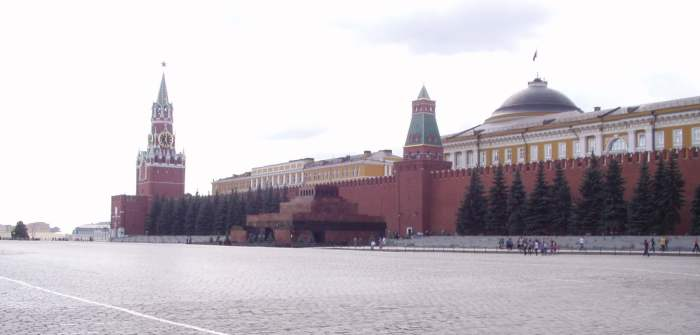
Murs du Kremlin donnant sur la place Rouge : la tour Senatskaïa est au centre entre le mausolée de Lénine (sur sa gauche) et la coupole du Sénat ; au fond : la tour Spasskaïa.

Appelée aussi la tour du Sénat, la tour Senatskaïa (Сенатская башня) a été construite en 1491 par l'architecte Pietro Antonio Solari comme tour exclusivement défensive. Elle défendait le Kremlin du côté de la place Rouge et fut sans nom pendant de nombreuses années. C'est seulement en 1787 qu'elle reçut son nom actuel, lorsque le Sénat fut édifié dans l'enceinte du Kremlin par l'architecte Matvei Kazakov. Le dôme du Sénat est visible de la place Rouge. Dans la partie centrale de la tour se trouvent trois étages de pièces voûtées. En 1860, son sommet, qui était plat, fut surmonté d'une toiture en pierre en forme de tente, elle-même support d'une girouette dorée. Sa hauteur est de 14,30 m.

### Spasskaïa

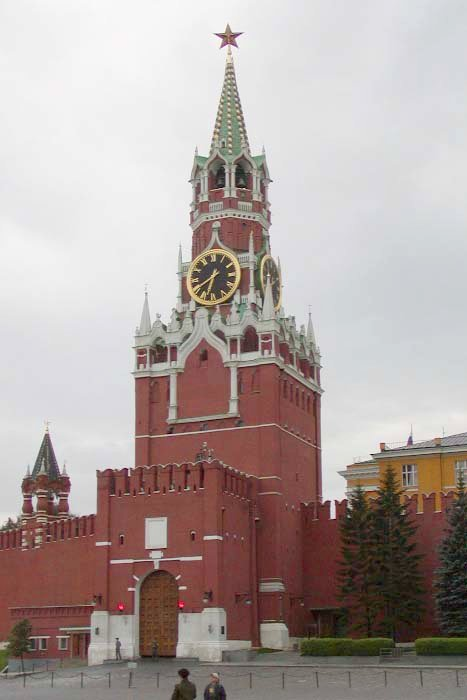
La tour Spasskaïa et, à sa gauche, la tour Tsarskaïa.

Appelée aussi en français la tour du Saint-Sauveur, la tour Spasskaïa (Спасская башня) doit son nom à une icône du Christ installée au-dessus de sa porte en 1648. La tour était autrefois l'entrée d'apparat du Kremlin. Toute personne passant par cette porte, y compris le tsar, devait se découvrir par respect pour l'icône. Celle-ci fut enlevée après la révolution russe mais restaurée en 2010.
La construction de la tour se fit en deux étapes. La partie inférieure fut réalisée par l'architecte italien Solario en 1491. Bajène Ogourtsov (ru) et l'Écossais Christopher Galloway (en) ajoutèrent la partie supérieure et le chatior en 1625. À l'origine, le carillon de l'horloge jouait l'hymne tsariste, qui fut remplacé, en 1917, par un hymne révolutionnaire. Aujourd'hui, l'horloge joue l'hymne national russe.
Haute de 70 mètres, la silhouette majestueuse de la tour Spasskaïa domine la place Rouge. C'est la tour la plus célèbre du Kremlin, servant d'entrée d'honneur aux hôtes de marque. Son horloge donnait l'heure sur les chaînes de télévision de toute l'URSS et de nos jours encore, ouvre les journaux télévisés du soir des chaînes Perviy Kanal (Vremya) et de Rossiya 1. Son carillon était repris par toutes les radios soviétiques.
Le pouvoir soviétique fit installer une étoile rouge, symbole du communisme, à son sommet.

### Tsarskaïa

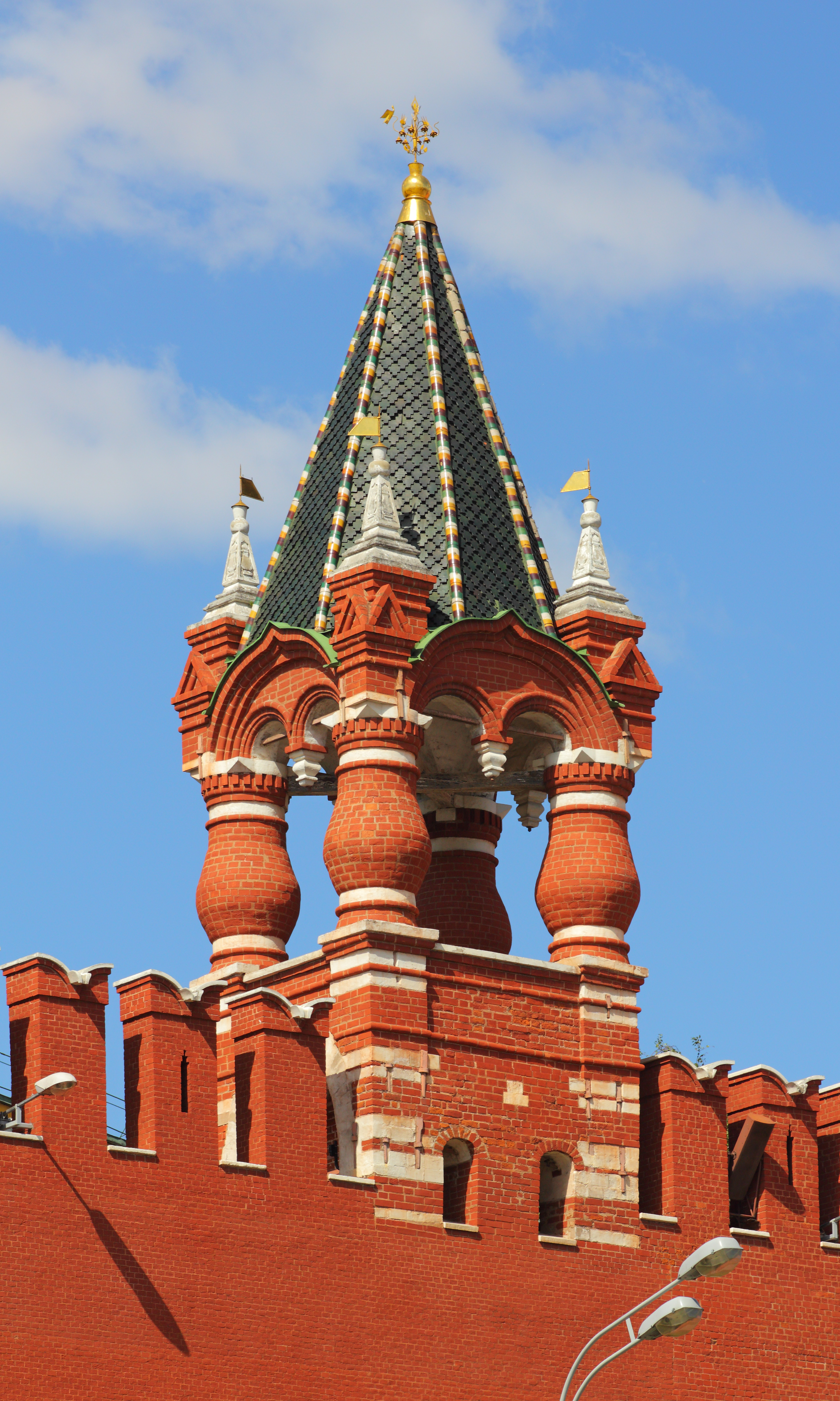
La tour Tsarskaïa.

Appelée aussi la tour du Tsar, la tour Tsarskaïa (Царская башня) est la tour la plus petite du Kremlin. Elle a été construite en 1680, directement sur la muraille, pour une hauteur totale de 15 mètres. Elle tire son nom de ce que, sur une tour de bois construite à cet endroit, le tsar Ivan IV regardait les exécutions qui avaient lieu sur la place de la Décollation, ou en général la place Rouge lorsqu'il s'y produisait quelque événement.

### Nabatnaïa

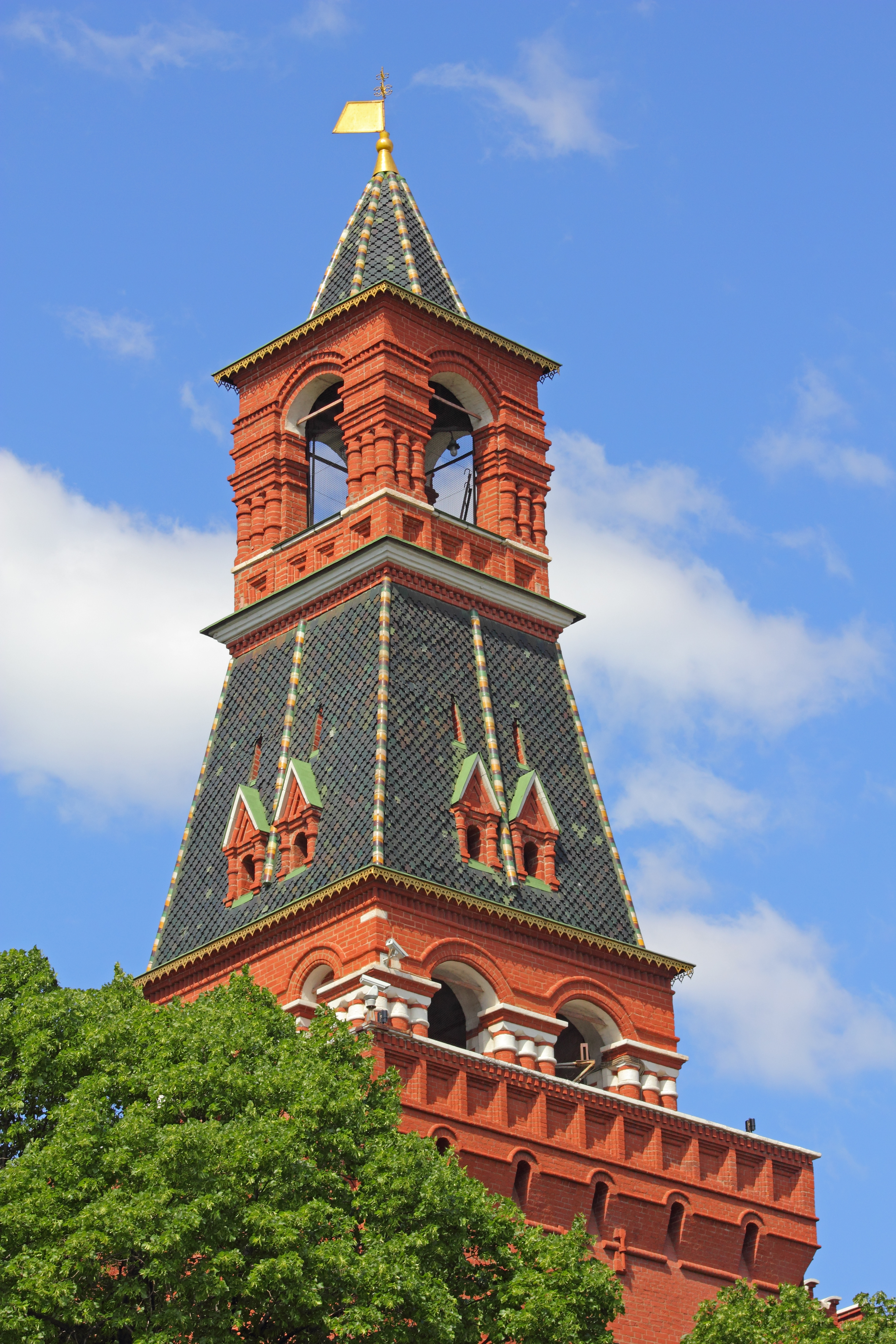
La tour du Tocsin.

Appelée aussi la tour du Tocsin, la tour Nabatnaïa (Набатная башня), construite en 1495, est celle d'où le tocsin était sonné lorsque les rondes apercevaient des feux ou des fumées laissant supposer l'approche d'ennemis. En 1771, lors de la « révolte de la Peste », la cloche du tocsin servit de signal de ralliement aux insurgés. Catherine II décida de punir la cloche et lui fit « ôter la langue ». De nos jours, la cloche du tocsin, fondue par Ivan Motorine (l'un des créateurs de la cloche-princesse), est conservée au musée du palais des Armures.

### Konstantino-Eleninskaïa

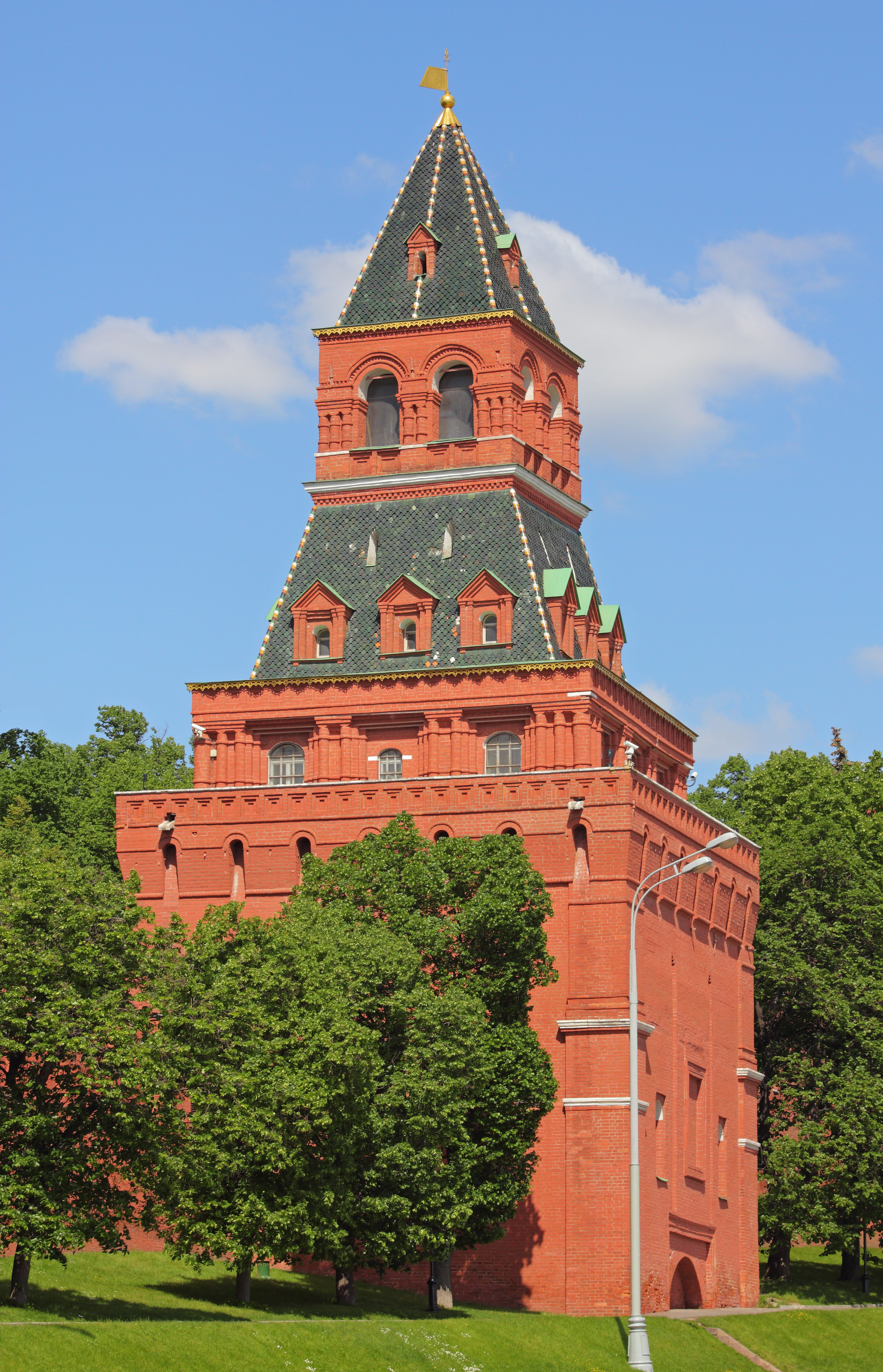
La tour de Constantin-et-Hélène.

Appelée aussi en français la tour Saint-Constantin-et-Sainte-Hélène, la tour Konstantino-Eleninskaïa (Константино-Еленинская башня) est située sur la muraille orientale de l'enceinte ; elle domine l'esplanade pentue qui part de la place Rouge, à hauteur de la cathédrale Saint-Basile, vers la Moskova. Cette tour fut construite en 1490 par Pietro Antonio Solari à la place d'une entrée du précédent kremlin en pierre. Elle tient son nom de l'ancienne église des Saints-Constantin-et-Hélène construite à l'intérieur du Kremlin pendant la seconde moitié du XVIIe siècle et qui fut démolie par les Soviétiques en 1928. La tour était initialement munie d'un portail et d'un pont levis, gardés en permanence par des militaires. Au début du XIXe siècle, le passage fut muré et le pont démoli. La tour mesure 36,8 m de hauteur.

### Beklemichevskaïa
La tour Beklemichevskaïa (Беклемишевская башня) est située au coin sud-est du Kremlin, près de la Moskova. Sa hauteur est de 46 mètres. Elle fut construite en 1487 par l'architecte italien Marco Ruffo (aussi connu sous le nom de Marco Friazine). Elle doit son nom au boyard Bersen-Beklemichev dont le palais se trouvait à proximité. Étant à la jonction de la Moskova et du fossé, elle était la première tour à subir les attaques de l'ennemi. Ceci explique une architecture simple, comportant en outre un espace caché dans la cave permettant de détecter le bruit d'ennemis creusant un tunnel ou disposant des explosifs. Au XVIIe siècle, la tour a été surmontée d'un toit en pente qui éclaire l'aspect initial sévère de la tour.
Située non loin du pont de la Moskova (Moskvoretskiï) Москворецкий мост, la tour est souvent appelée par les Moscovites tour de la Moskova (Moskvoretskaïa) Москворецкая башня

### Petrovskaïa

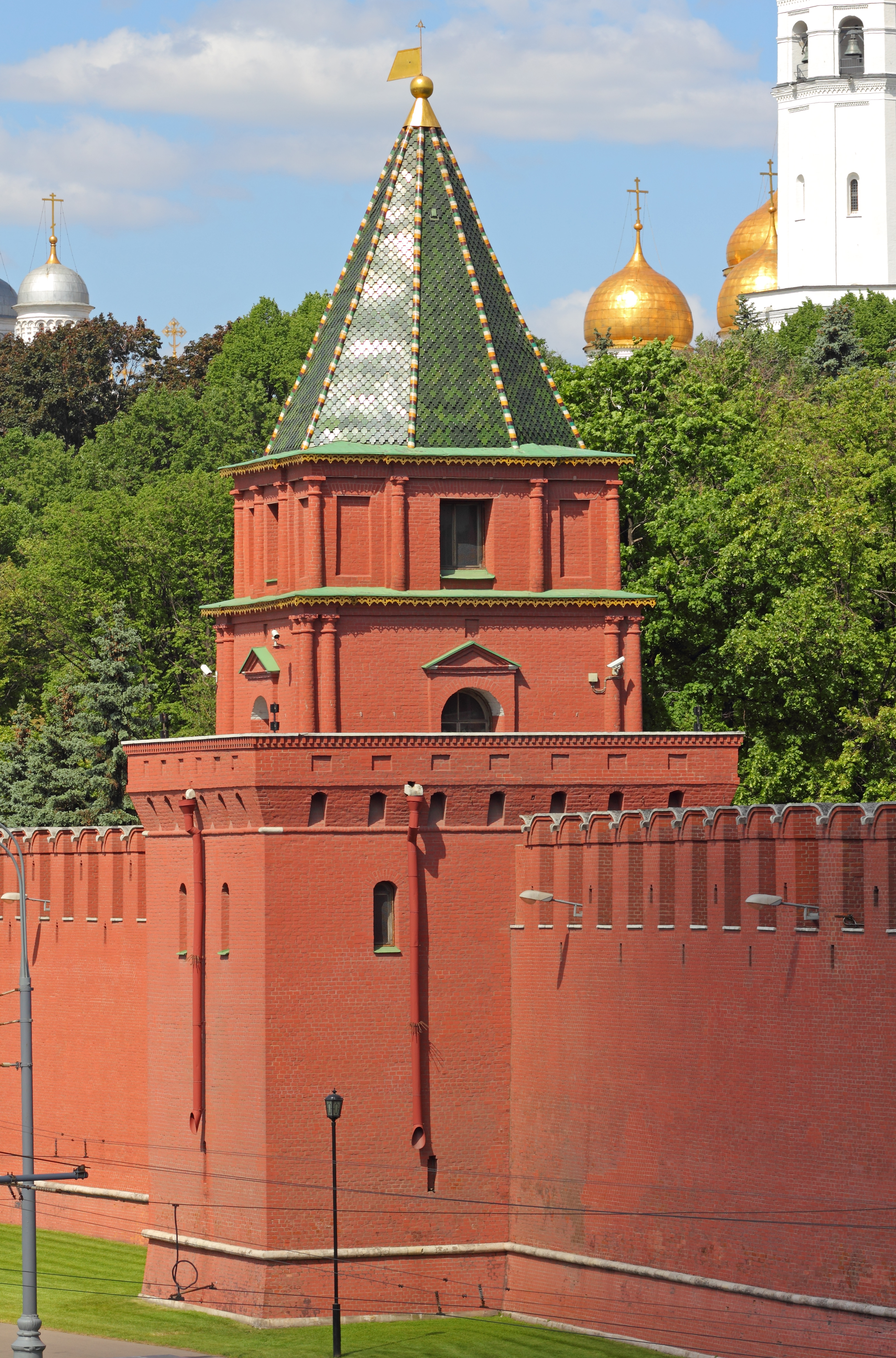
La tour Petrovskaïa.

Appelée aussi en français la tour Saint-Pierre, la tour Petrovskaïa (Петровская башня) tient son nom de l'église Saint-Pierre qui était située à proximité, dans l'enceinte du Kremlin. Cette tour fut détruite au canon lors de l'invasion polonaise de 1612, pendant le « temps des Troubles » et reconstruite en 1783. En 1812, les troupes napoléoniennes en retraite la firent sauter à l'explosif. Elle fut à nouveau reconstruite en 1818 par l'architecte Joseph Beauvais. Cette tour était utilisée par les jardiniers du Kremlin. Sa hauteur est de 27,15 m.

### Pervaïa Biezimiannaïa

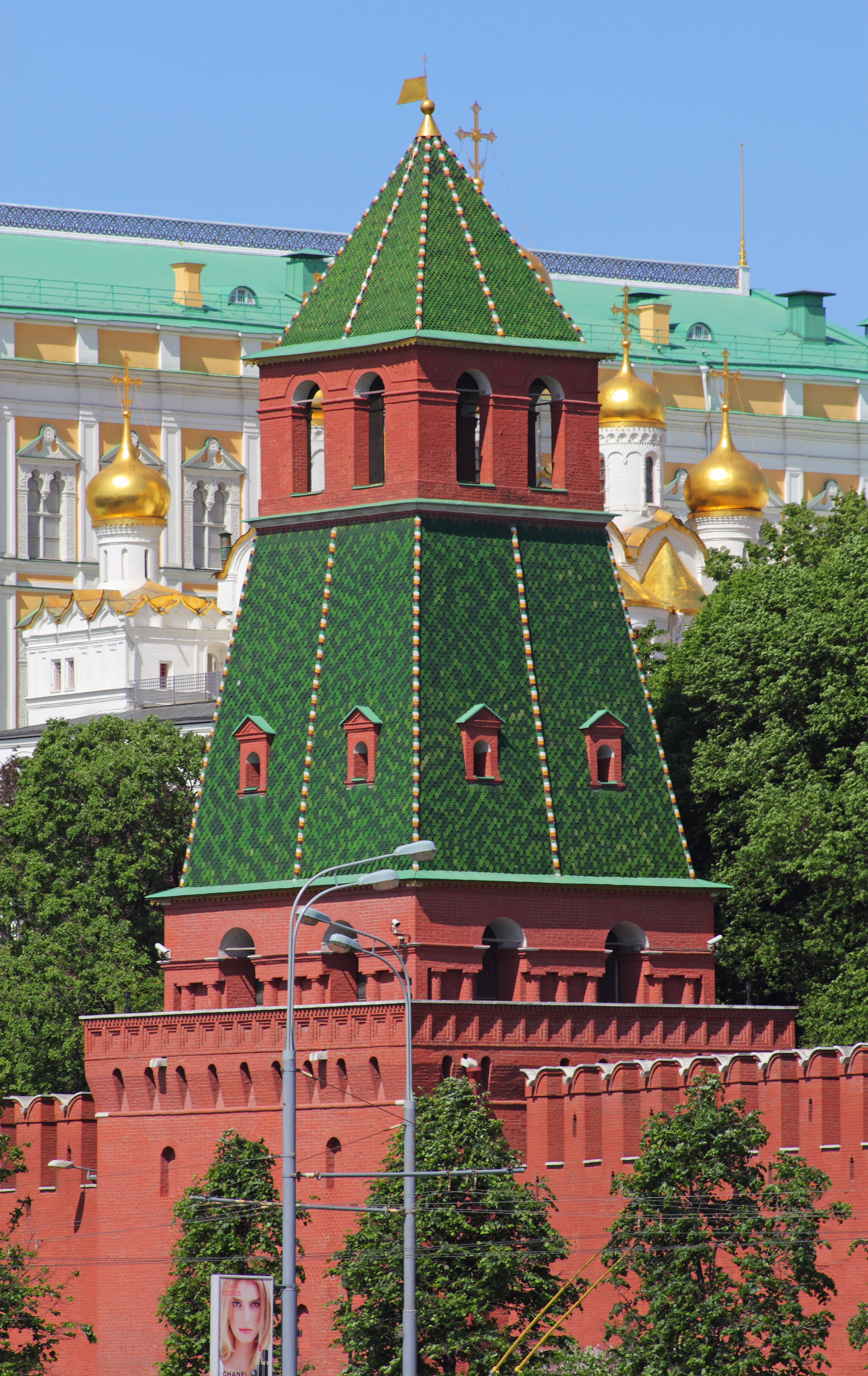
Première Tour sans nom.

L'expression russe Первая Безымянная башня signifie « Première Tour sans nom », ce qui est maintenant son nom. La première tour sans nom fut construite à proximité de la tour Taïnitskaïa dans les années 1480. Elle avait des fonctions purement défensives. En 1547, la tour fut détruite par l'explosion d'une réserve de poudre qui y était stockée ; elle fut reconstruite au XVIIe siècle. En 1770, on la démolit pour faciliter les travaux de construction du grand palais du Kremlin. Après la fin de ces travaux, elle fut reconstruite en 1783, plus près de la tour Taïnitskaïa qu'auparavant. Tout comme la tour Petrovskaïa, elle fut détruite par les troupes françaises en 1812 ; elle fut pourtant reconstruite à l'identique par Joseph Beauvais. Sa hauteur est de 34,15 m.

### Vtoraïa Biezimiannaïa

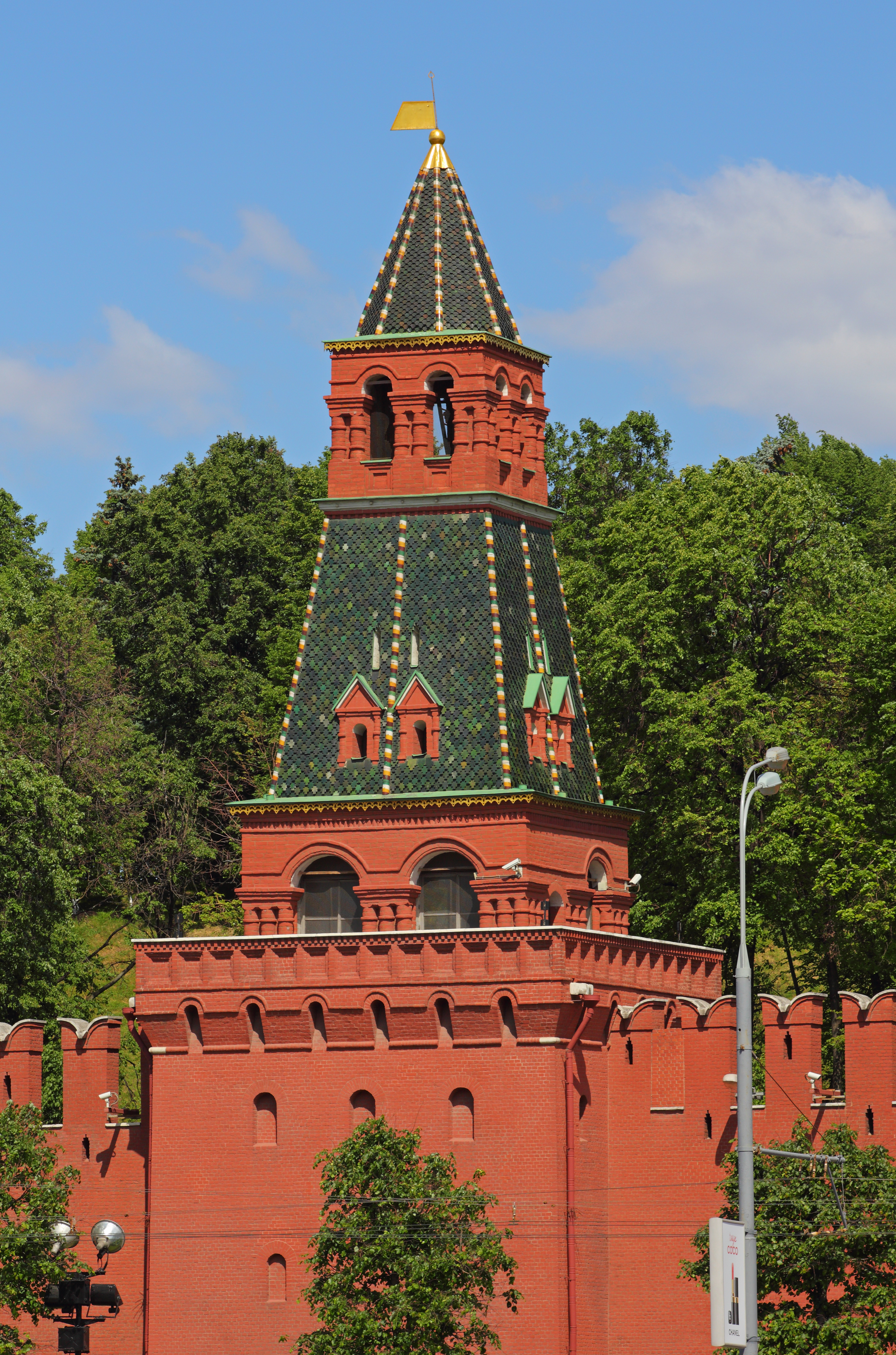
Deuxième Tour sans nom.

C'est la Deuxième Tour sans nom (Вторая Безымянная башня). Elle fut bâtie au milieu du XVe siècle et a une fonction purement défensive. En 1680, une structure quadrangulaire et un grand toit pyramidal en forme de tente ont été ajoutés à son sommet. Elle est surmontée d'une coupole à base octogonale avec une girouette.

### Taïnitskaïa

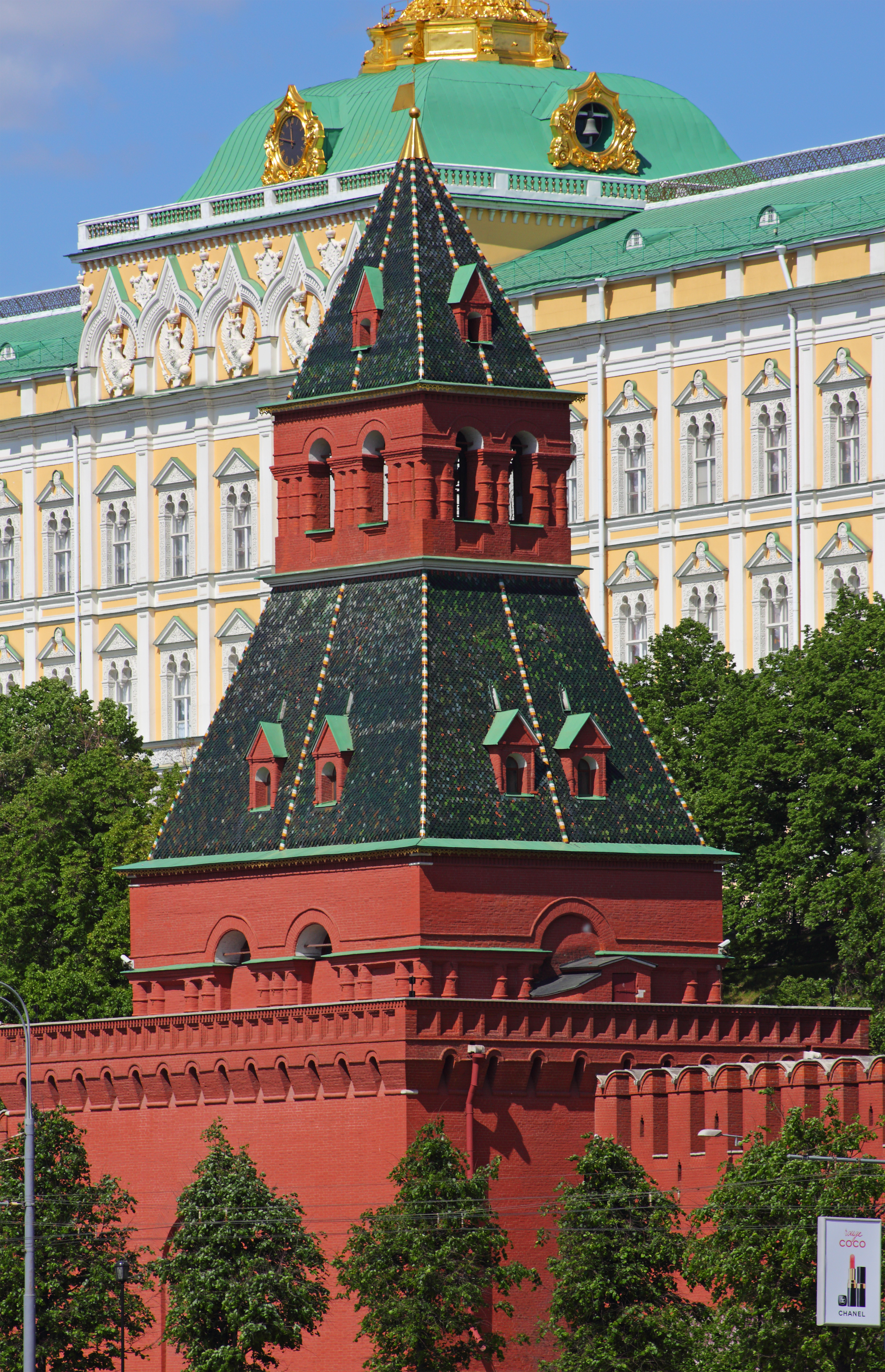
Tour du Secret.

Appelée aussi en français la tour du Secret, la tour Taïnitskaïa (Тайницкая башня), également appelée jadis « tour de l'Eau » (Водяная башня), est située sur le flanc sud du Kremlin, celui qui longe la Moskova. Elle fut construite en 1485 par Antonio Gilardi à la place d'une poterne donnant accès à la forteresse de pierre blanche de Dmitri Donskoï. La tour Taïnitskaïa possédait un puits et un passage secret vers la rivière, d'où son nom car taïnitskaïa signifie « secrète ». En 1770, cette tour fut démolie en raison de la construction du grand palais du Kremlin par Vassili Bajenov, puis reconstruite. En 1930-1933, les soviétiques ont muré le tunnel secret et comblé le puits. Cette tour mesure 38,4 m de hauteur.

### Blagovechtchenskaïa

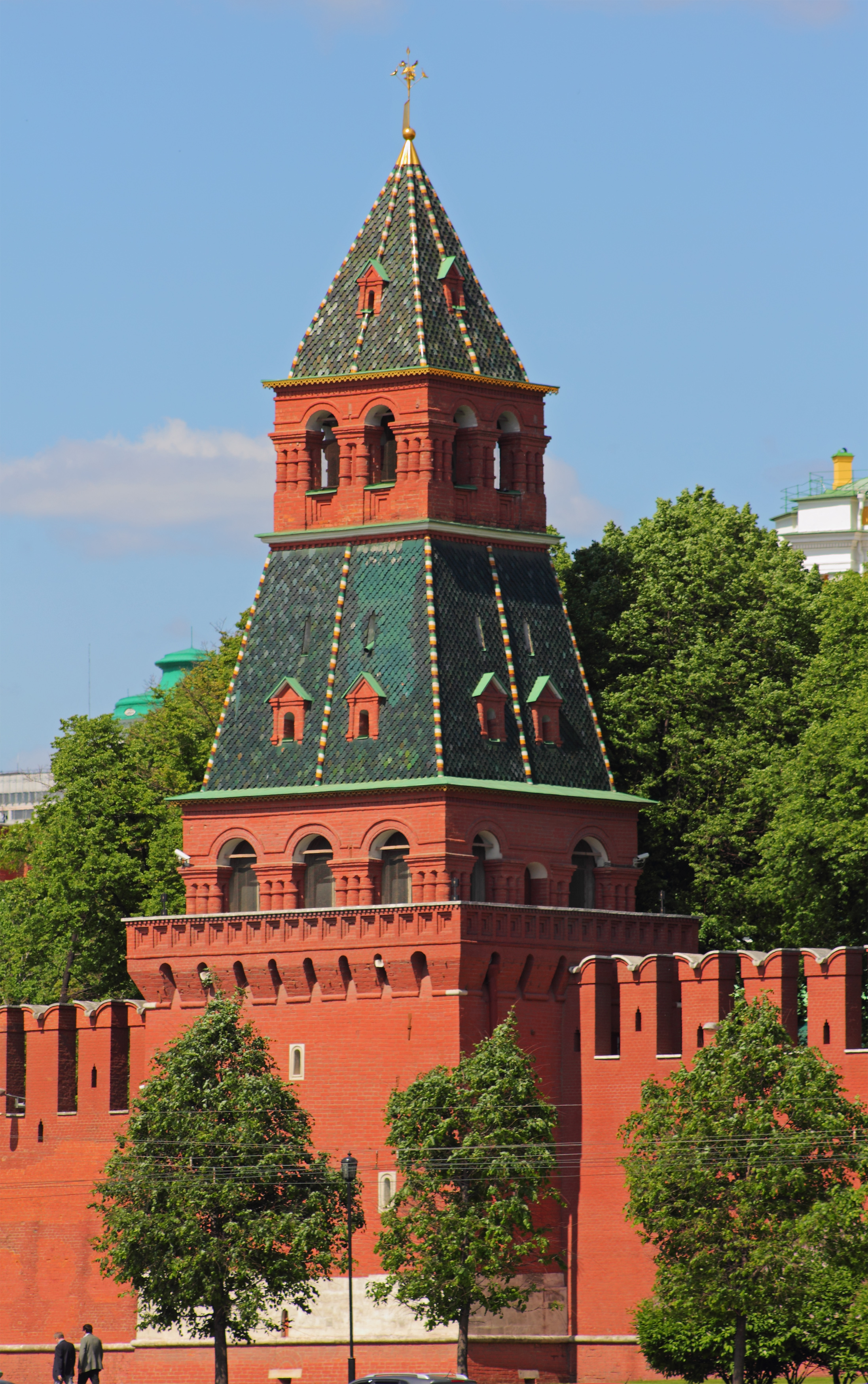
Tour de l'Annonciation.

Appelée aussi en français la tour de l'Annonciation, la tour Blagovechtchenskaïa (Благовещенская башня) fut construite en 1487-1488. Son nom provient de l'icône miraculeuse dite de l'Annonciation qui y était conservée, et rappelle aussi l'église de l'Annonciation accolée à la tour au début du XVIIIe siècle et démolie en 1932. À sa base, subsistent des restes du calcaire blanc qui servit à édifier le Kremlin au XIVe siècle. Pendant le règne d'Ivan le Terrible, cette tour servit de prison. Au XVIIe siècle, les poternes Portomoïniye furent construites à proximité afin que les lavandières du Kremlin puissent rejoindre le quai Portomoïny sur la Moskova pour y laver le linge et les sous-vêtements. Ces poternes furent garnies de briques en 1813. La hauteur de la tour est de 30,7 mètres, ou 32,45 mètres en y comprenant la girouette qui a remplacé la croix d'origine en 1932.